# Відносини Мавританія — Європейський Союз
Відносини між Мавританією та Європейським Союзом базуються на Угоді Котону та стратегічній програмі Союзу по країнах.
Європейський Союз підтримує демократичний перехід у Мавританії, надаючи фінансову та політичну підтримку після виборів 2006-2007 та 2009 років.